# ペーゲストルフ
ペーゲストルフ (ドイツ語: Pegestorf) は、ドイツ連邦共和国ニーダーザクセン州ホルツミンデン郡に属す町村（以下、本項では便宜上「町」と記述する）で、ザムトゲマインデ・ボーデンヴェルダー＝ポレを構成する町村の一つである。

## 地理

### 位置
ペーゲストルフは、ヴェーザーベルクラントの中央に位置する。

### 隣接する市町村
ペーゲストルフは、北はヘーレン、東はボーデンヴェルダー、南はベーヴェルン、西はブレフェルデおよびオッテンシュタインと境を接する。

### 自治体の構成
この町は、ペーゲストルフとシュタインミューレの2つの地区から成る。シュタインミューレ地区には山小屋と素晴らしい眺望を持つミューレンベルク（山）がある。ここには1927年にゼナトール・マイヤー記念碑が建造された。これはヴェーザー上流域における旅客蒸気船航路の創設者であるハーメルン出身のゼナトール・マイヤーを記念したものである。シュタインミューレから約 100 m 離れたホルツミンデン方面の岩山に小さな洞窟がある。ここからは、1950年頃まで常に水が湧き出していた。「フンガーボルン」と名付けられたこの水源は、現在では涸れてしまっている。

## 歴史
ペーゲストルフは840年に、コルヴァイ修道院の所領台帳に「Perderestorpe」という名前で初めて記録されている。

## 行政

### 首長
ゲルリンデ・ボソフ

## 引用
1. ↑  Landesamt für Statistik Niedersachsen, LSN-Online Regionaldatenbank, Tabelle A100001G: Fortschreibung des Bevölkerungsstandes, Stand 31. Dezember 2023